# Grève générale de 1902 en Belgique
La grève générale de 1902 en Belgique est une grève générale visant à imposer une réforme électorale et notamment la fin du système de vote plural. Elle dure officiellement entre le 10 et le 20 avril 1902. La grève de 1902 est la deuxième grève générale de l'histoire de la Belgique et, bien que la plus importante, elle ne parvient finalement pas à atteindre ses objectifs.

## Historique
La grève générale de 1902 intervient onze ans après la grève générale de 1893 qui avait vu le Parlement accélérer ses travaux pour adopter une nouvelle formulation de l'article 47 de la Constitution, aujourd'hui 61, qui instaure le suffrage universel masculin cependant tempéré par le vote plural.
En avril 1902, une deuxième grève générale éclate visant à imposer une nouvelle réforme électorale et notamment la fin du système de vote plural. Le système électoral de 1893 qui en a résulté a donné un pouvoir politique disproportionné aux citoyens les plus riches. Néanmoins, le député socialiste Émile Vandervelde et la direction du Parti ouvrier belge, ainsi que les syndicats, se montrent réticents à prendre de nouvelles mesures.
Cette grève est initialement provoquée par les mineurs de charbon de la province de Liège, mécontents de leurs mauvaises conditions de vie, avant de s'étendre dans le pays dans de nombreux secteurs d'activité, tels que les cordonniers et métallurgistes de Bruxelles, les tramways de la capitale, les carriers de Basècles et de Bierges, les ouvriers de Braine-le-Comte, les verriers du bassin de Charleroi…. Elle est également soutenue par les anarchistes qui croyaient qu'une grève générale pouvait devenir une révolution à part entière.
Des incidents sanglants provoquent la mort de onze manifestants dans le pays : deux tués à Houdeng-Aimeries, trois à Bruxelles et six à Louvain. Le 18 avril, la fusillade de Louvain par la garde civique provoque la colère et le désordre dans le pays. Cependant, la grève générale prend fin le 20 avril 1902, sur la décision du conseil général du Parti ouvrier réuni à la Maison du Peuple de Bruxelles.
Cette deuxième grève générale de l'histoire de la Belgique, ne réussit pas à atteindre ses objectifs car l'adoption du suffrage universel pur et simple masculin n'est instauré que par une loi en 1919,.